# Henri-Paul Nénot

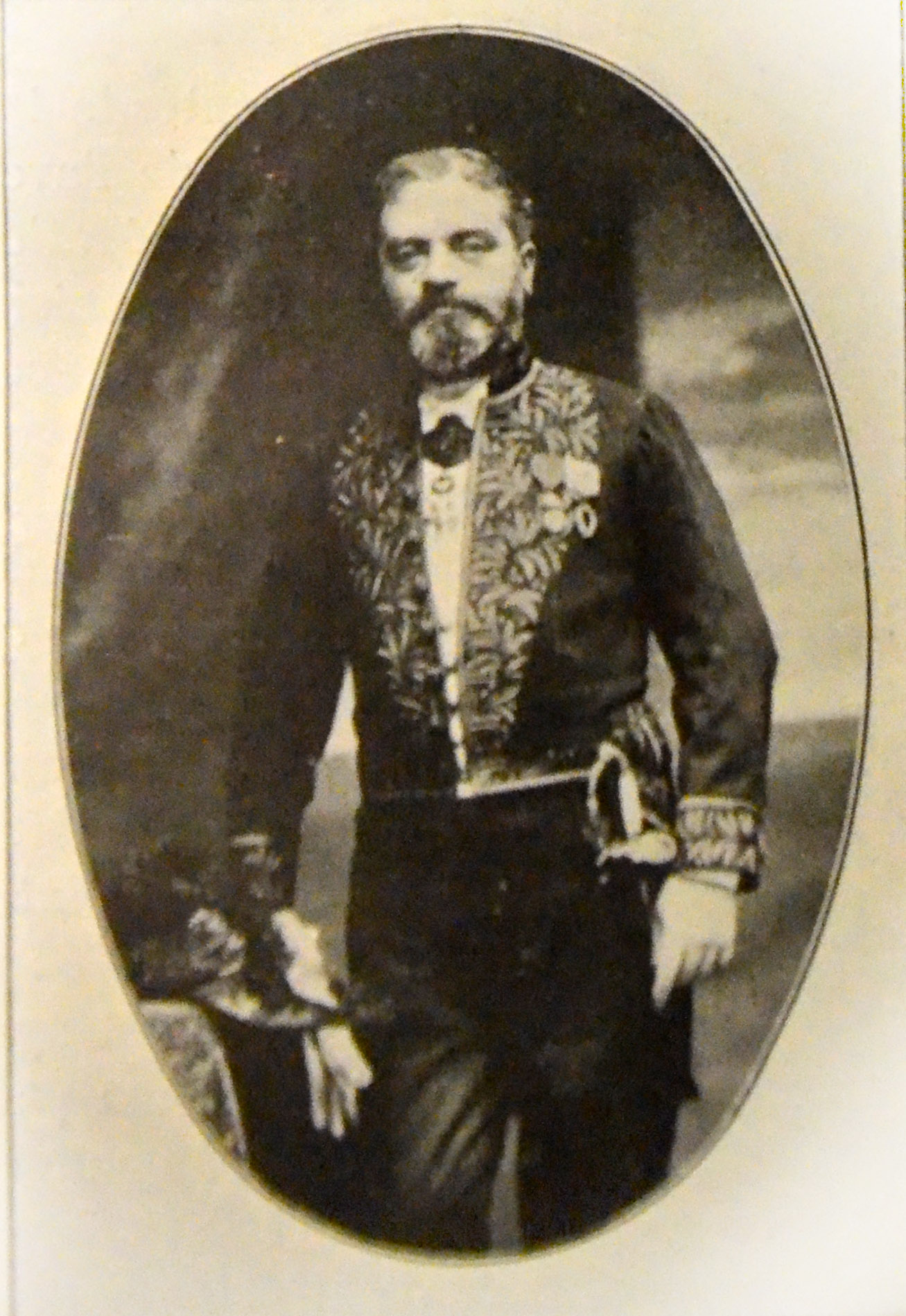
Henri-Paul Nénot (1902)

Henri-Paul Nénot (* 27. Mai 1853 in Paris; † 13. Dezember 1934 ebenda) war ein französischer Architekt und Gewinner des Prix de Rome.

## Leben
Nach einer Ausbildung in den Architekturbüros von Paul-Eugène Lequeux, Charles-Auguste Questel an der École nationale supérieure des beaux-arts de Paris und dessen Nachfolger Jean-Louis Pascal, arbeitete Nenot zeitweise in verschiedenen Büros parallel, darunter auch bei Charles Garnier, der ihn zu Beginn unterstützte. Bereits 1877 gewann er den „Prix de Rome“ mit einem Entwurf für eines Athenäums für eine Hauptstadt, gefordert waren Versammlungsräume, Bibliothek und Gewächshaus. Mit dem Preis verbunden war ein Stipendium nebst mehrjährigem Forschungsaufenthalt in Rom. Nénot verbrachte diesen vom 28. Januar 1878 bis zum 31. Dezember 1881 in der Villa Medici. In der Folge machte er sich als Architekt selbständig und entwarf zahlreiche bedeutende Bauwerke und Paläste, Wohnhäuser und Verwaltungsgebäude. Sein wichtigstes Frühwerk war der Umbau der Sorbonne von 1882 bis 1901.
1882 errang er im Wettbewerb für den Bau des Monumento a Vittorio Emanuele II in Rom zwar den Ersten Preis, doch wurde es letztlich nach einem Entwurf des Italieners Giuseppe Sacconi realisiert. Als sein Hauptwerk kann der Palais des Nations des Völkerbundes in Genf angesehen werden. Aus dem vorausgegangenen Architektenwettbewerb war er ebenfalls als Träger des Ersten Preises hervorgegangen. Nach Erteilung des Auftrages zur Ausführung übernahm er die Leitung über das in Gemeinschaft mit Julien Flegenheimer realisierte Projekt. Im Jahr 1895 erfolgte seine Wahl zum fünften Vorsitzenden der Abteilung für Architektur an der Académie des Beaux-Arts in Paris. 1914 wurde er als assoziiertes Mitglied in die Académie royale des Sciences, des Lettres et des Beaux-Arts de Belgique aufgenommen.

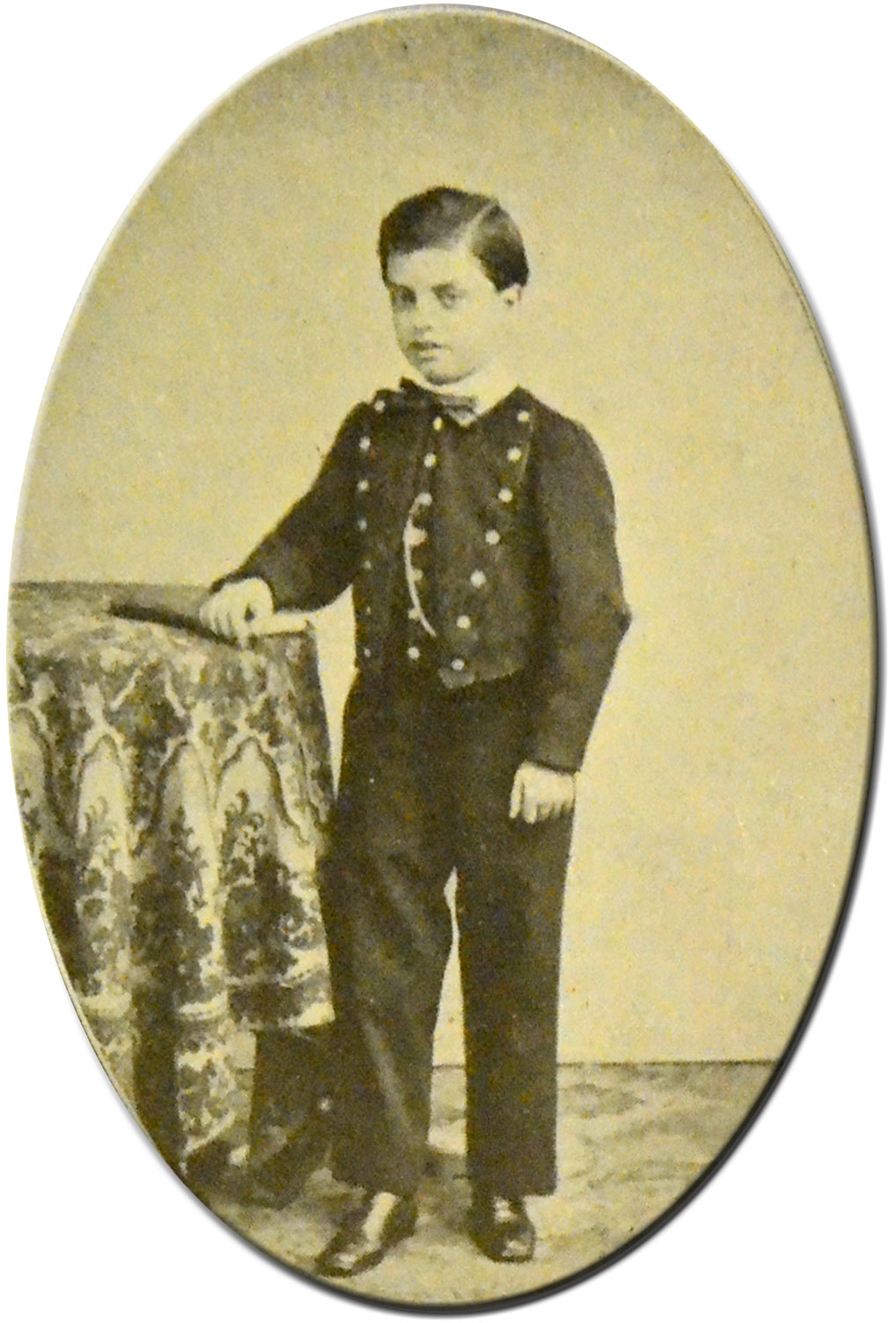
9-jährig
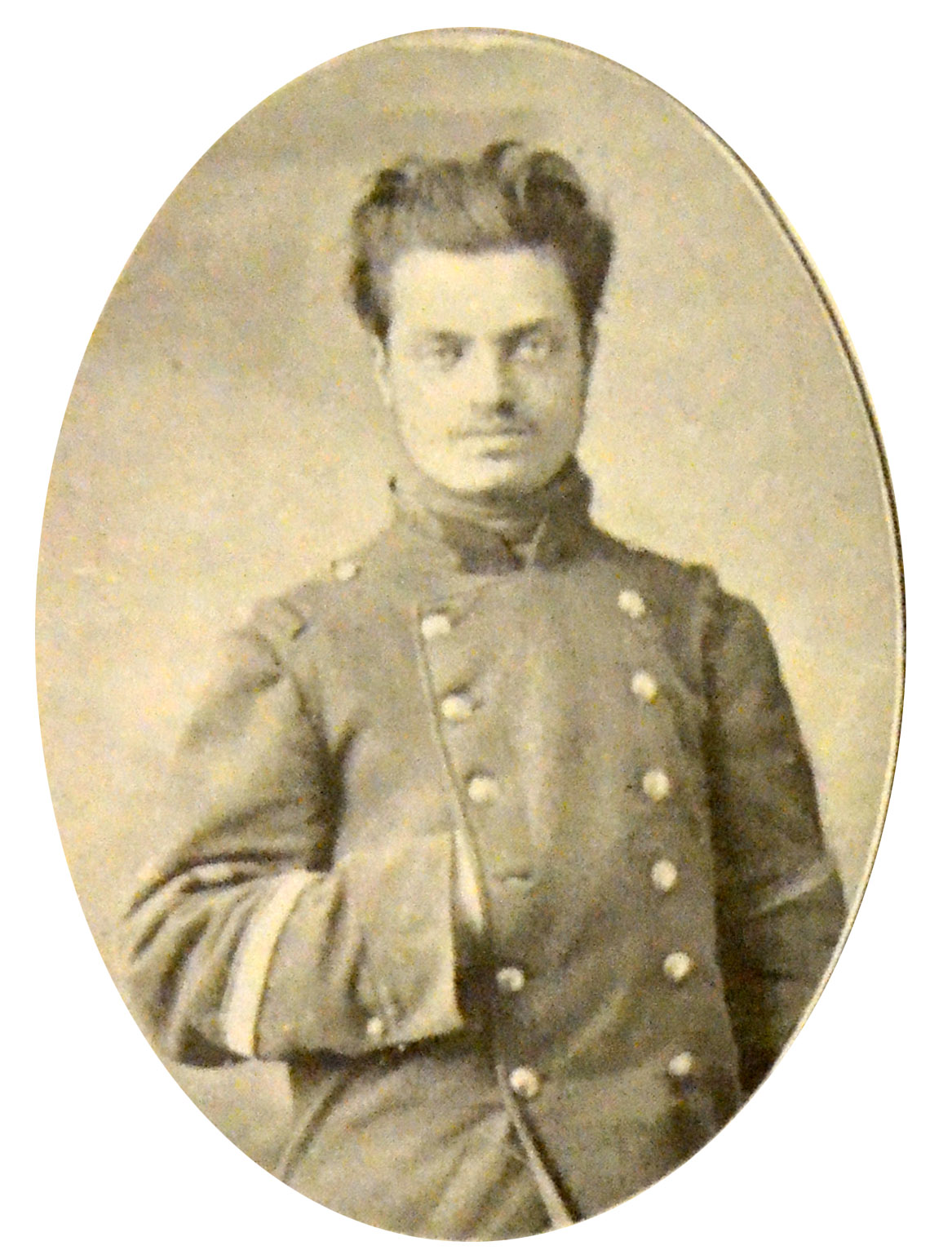
17-jährig
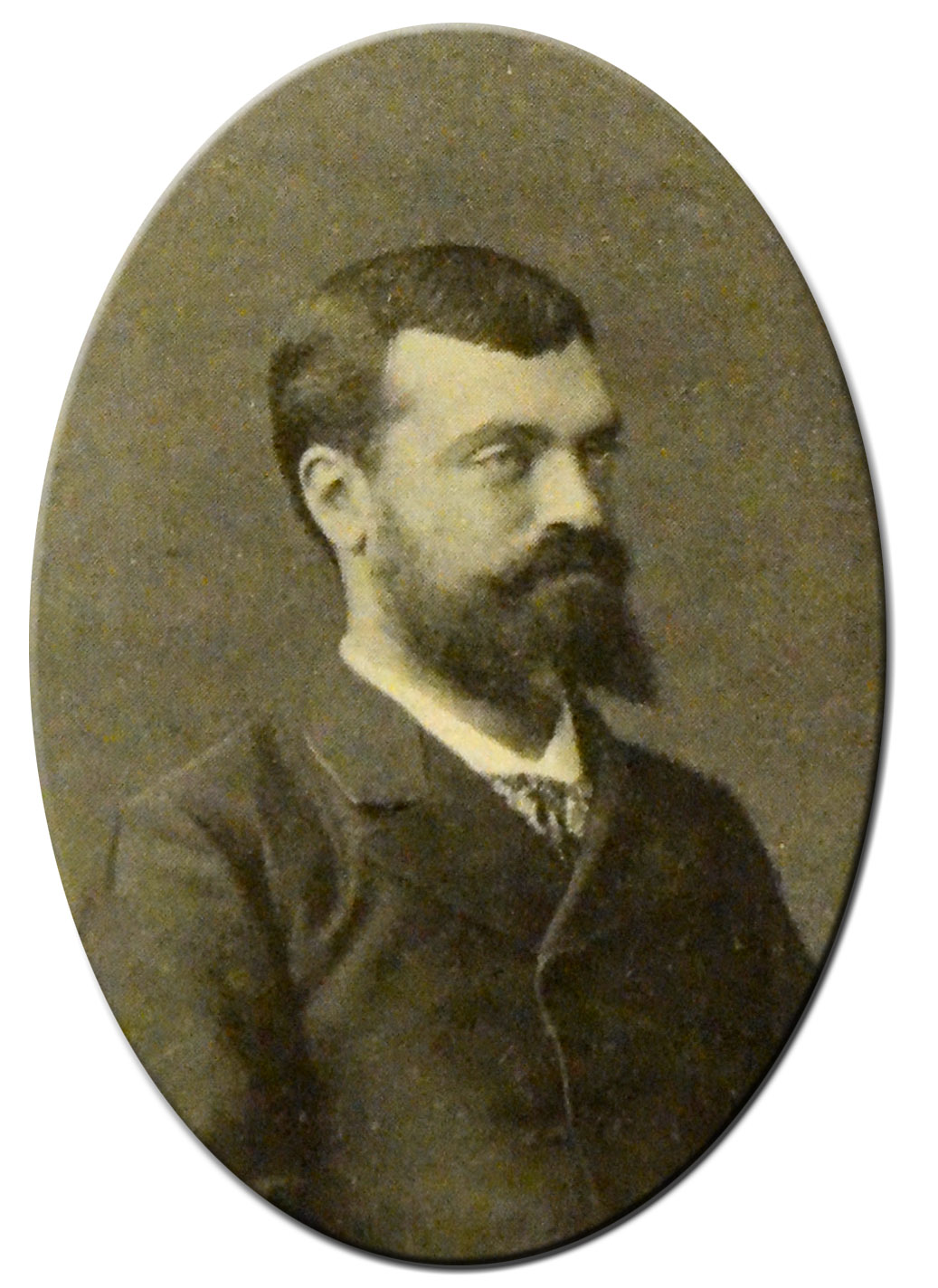
29-jährig
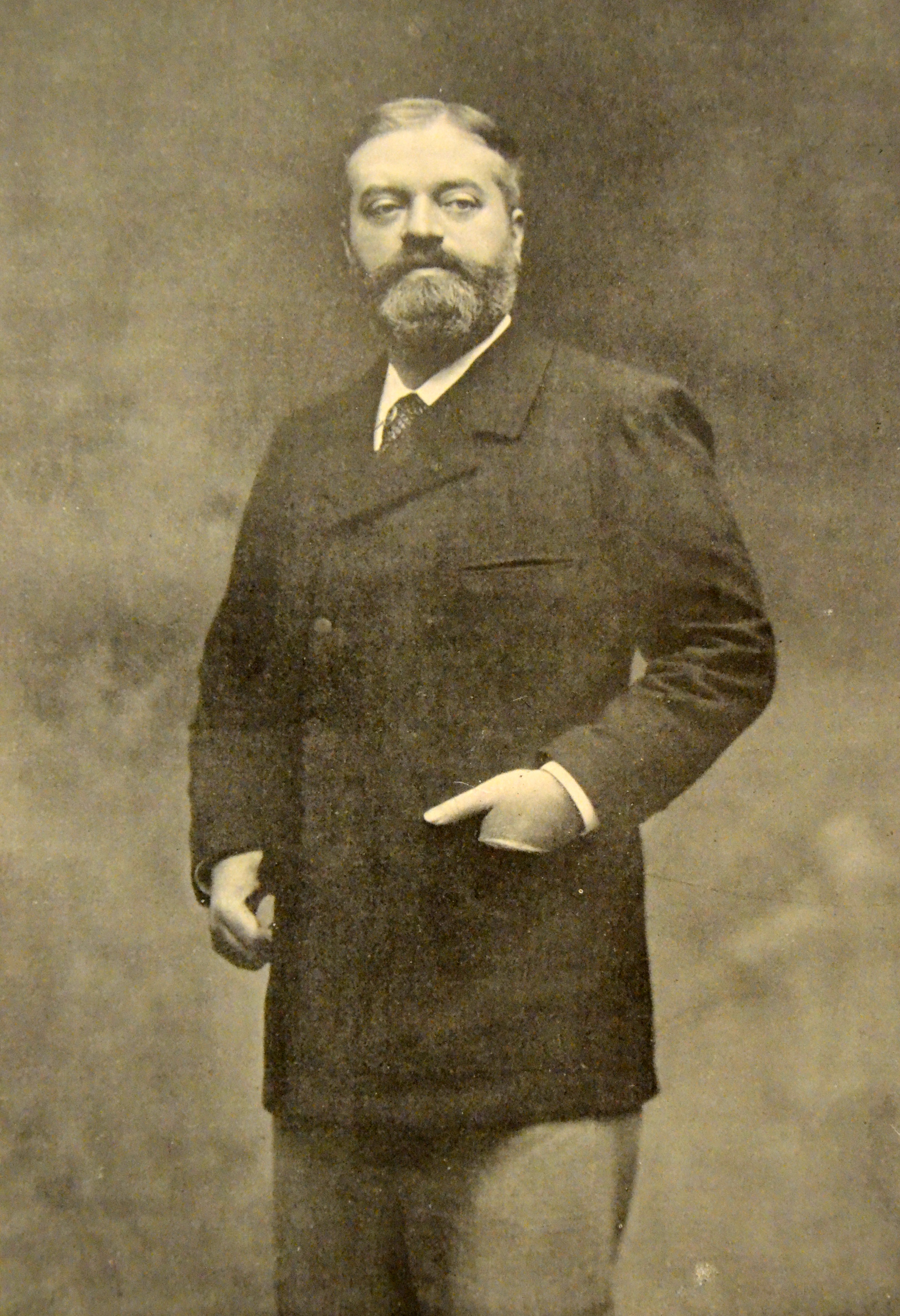
1900

## Werk
| Baujahr   | Stadt                    | Adresse                                     | Bild | Objekt                                       | Maßnahme              | Anmerkungen |
| --------- | ------------------------ | ------------------------------------------- | ---- | -------------------------------------------- | --------------------- | --- |
| 1875      | Huy                      |                                             |      | Schule                                       | Neubau                | in Gemeinschaft mit Eugène André Oudiné |
| 1882–1901 | Paris                    | 5. Arrondissement                           |      | Sorbonne                                     | Umbau und Erweiterung | |
| 1887      | Béville-le-Comte         |                                             |      | Grabstätte von Mademoiselle Labiche          |                       | |
| 1888      | Lorient                  |                                             |      | Wohnhaus                                     | Neubau                | für N.N. Quettier |
| 1891      | Paris                    | Rue Guynemer im 6. Arrondissement           |      |                                              | Neubau                | für Labiche et Gréard |
| 1893      | Charenton-le-Pont        |                                             |      | Wohnhaus                                     | Neubau                | für M. Richardot |
| 1896      | Le Bourget               | Friedhof                                    |      | Denkmal für commandant Rolland               | Neubau                | |
| 1900      | Villeneuve-Saint-Georges | Avenue Rey                                  |      | Denkmal für Victor Duruy                     | Neubau                | |
| 1900      | Paris                    | 34 Avenue Foch                              |      | Hotel Blumenthal-Montmorency                 | Neubau                | |
| 1905      | Paris                    | 10–12 Rue de la Banque im 2. Arrondissement |      | Verwaltungsgebäude                           | Neubau                | Konzernzentrale der Louis Dreyfus Group |
| 1907      | Paris                    | 238 Rue de Rivoli                           |      | Hôtel Meurice                                | Neubau                | |
| 1909      | Paris                    | sq. Paul-Painlevé im 5. Arrondissement      |      | Denkmal                                      |                       | für Octave Gréard; die Skulptur schuf der Bildhauer Jules-Clément Chaplain |
| 1910–1926 | Paris                    | 5. Arrondissement                           |      | Chemisches Institut                          | Neubau                | École nationale supérieure de chimie de Paris |
| 1911      | Paris                    | 195 Rue Saint-Jacques                       |      | Ozeanographisches Institut                   |                       | Commons : Institut océanographique – Sammlung von Bildern, Videos und Audiodateien |
| 1911–1913 | Paris                    | Rue d’Ulm im 5. Arrondissement              |      | Radium-Institut                              |                       | am Institut Curie |
| 1914–1926 | Paris                    | 5. Arrondissement                           |      | Geographisches Institut                      |                       | Commons : Institut de géographie – Sammlung von Bildern, Videos und Audiodateien |
| 1921      | Buenos Aires             | 410 Avenue Alem                             |      | Verwaltungsgebäude                           |                       | Sitz der Gesellschaft Dreyfus |
| 1922–1928 | Tergnier                 | Place Carnegie de Fargniers                 |      | Öffentliche Einrichtungen                    | Neubau                | Finanziert durch die Fondation Carnegie pour la paix internationale entstand in Gemeinschaft mit Paul Bigot ein Ensemble von öffentlichen Einrichtungen, darunter Rathaus, Post, Polizeistation, Schule und Grünanlagen. |
| 1925      | Gassin                   | Friedhof                                    |      | Ehrenmal für die Toten des Ersten Weltkriegs |                       | |
| 1930      | Nizza                    |                                             |      | Le Paladium                                  |                       | mit Edmond Labbé |
| 1931–1937 | Genf                     |                                             |      | Palais des Nations                           | Neubau                | mit Julien Flegenheimer, Camille Lefèvre, Carlo Broggi und Jozsef Vago · |